# Roger Lancelyn Green
Roger Lancelyn Green, 1918 – 1987, brittisk författare. Green skrev nya versioner av gamla myter och legender, men även biografier. Han var medlem i The Inklings, en litterär diskussionsklubb i Oxford, tillsammans med C.S. Lewis och J.R.R. Tolkien.